# Phelipanche nowackiana
Phelipanche nowackiana är en snyltrotsväxtart som först beskrevs av Markgraf, och fick sitt nu gällande namn av Soják. Phelipanche nowackiana ingår i släktet Phelipanche och familjen snyltrotsväxter. Inga underarter finns listade i Catalogue of Life.